# Aksel Rykkvin
Aksel Rykkvin (Oslo, 11 april 2003) is een jonge Noorse zanger (bariton, voorheen jongenssopraan). Hij zingt in hoofdzaak klassieke en religieuze muziek.

## Biografie
Aksel Rykkvin is de zoon van het Noorse echtpaar Rikard Rykkvin en Maj-Christel Skramstad.
Hij begon op 5-jarige leeftijd te zingen in het kinderkoor van de kathedraal van Oslo. Eigenlijk was hij daarvoor nog te jong maar omwille van zijn motivatie werd hij toch toegelaten en ontving er onderricht van Helena Haarr.

Sedert 2013 zong hij ook in het kinderkoor van de Noorse Opera en Ballet, onder leiding van Edle Stray-Pedersen maar zijn belangrijkste lerares was Marianne Lewis.
Sinds 2022 volgt hij de opleiding tot Bachelor of Music in Voice aan de Royal Academy of Music in London.

## Prijzen
Aksel won de Noorse wedstrijd voor jeugdmuziek 2014-2015 in de categorie "Zangers tussen 10 en 15 jaar".
Twee jaar later won hij de competitie 2016-2017 en sleepte hij de titel "Musicus van het jaar" in de wacht.
Hij werd geëerd voor zijn stem en verkreeg de nominatie "Nieuwkomer van het jaar" tijdens de Spellemann-wedstrijd 2017 (zogenaamde Spellemannprisen).

## Optreden & album
In maart 2016 vertolkte hij de rol van een knaap in de opera-versie (componist: Rolf Wallin) van het  sciencefiction-verhaal: Elysium.
In hetzelfde jaar bracht hij ook zijn eerste album uit: Aksel! - Arias van Bach, Händel & Mozart.

Op zaterdag, 16 september 2017 trad Aksel voor het eerst op in Nederland, waar hij te gast was op het Amstelveld te Amsterdam.
In oktober 2017 vond in Oslo zijn laatste optreden als jongenssopraan plaats. Drie maanden later zong hij als veertienjarige voor het eerst als bariton (Der Vogelgänger bin ich ja, en Papageno's aria uit de opera Die Zauberflöte van Mozart).
- Gemeinsame Normdatei: 1116434148
- MusicBrainz: 1a2262d2-957a-4f62-be20-c9417b13102c
- Virtual International Authority File: 378147724891664592025
- WorldCat: E39PBJmTmpMdwHpqvbCQXjTPwC